# グドベルグー・ベルグッソン

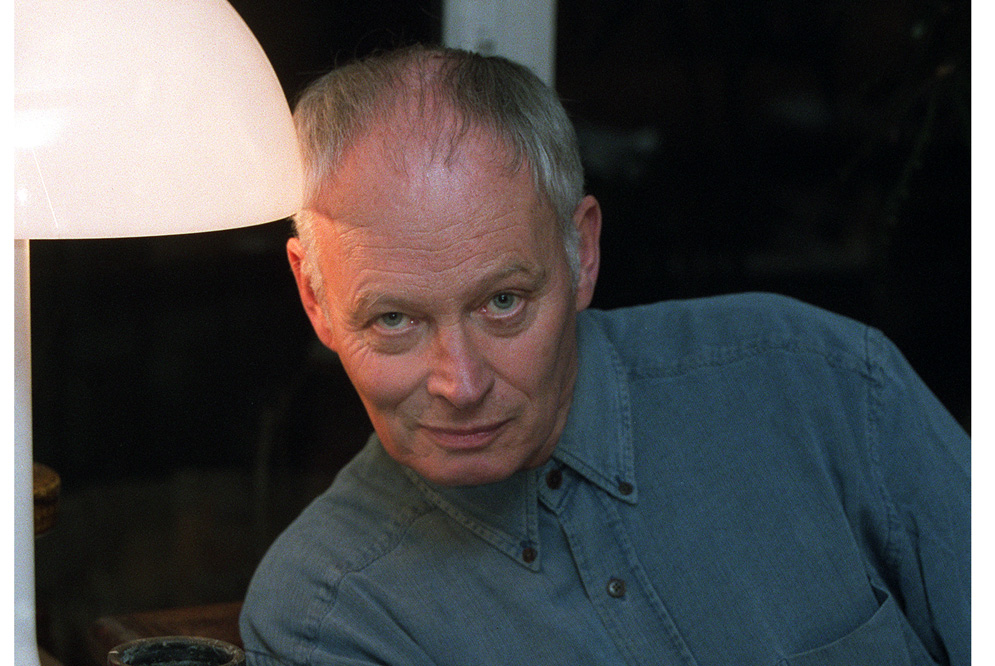
グドベルグー・ベルグッソン

グドベルグー・ベルグッソン（Guðbergur Bergsson 原語の発音；グズベルグル・ベルグッソン、1932年10月16日 - 2023年9月4日）は、アイスランドの作家。

## 経歴
グドベルグー・ベルグッソンはアイスランドのグリンダヴィークで生まれた。アイスランド大学を卒業、その後スペインのバルセロナ大学で文学を勉強した。この時、グドベルグー・ベルグッソンはアイスランドでスペイン語の翻訳家としても活躍した。
グドベルグー・ベルグッソンの初作品は1961年出版された「徘徊するネズミ Músin sem læðist」である。「徘徊するネズミ」から現在まで20作品以上が出版され、世界人に読まれている。2004年にはスウェーデン文学協会から北欧文学賞を受賞した。
2023年9月4日、モスフェットルスバイルの自宅で死去。

## 作品
- 徘徊するネズミ　Músin sem læðist, 1961
- トーマス・ヨンソン・ベストセラー　Tómas Jónsson, metsölubók, 1966
- 似合いの夫婦と恋　Ástir samlyndra hjóna, 1967
- アンナ Anna, 1968
- ムンライト・デューピナ　Það sefur í djúpinu, 1973
- ヘルマンとディーディー 　Hermann og Dídí, 1974
- サンライズ・デューピナ　Það rís úr djúpinu, 1976
- 頭上飛行記　Saga af manni sem fékk flugu í höfuðið, 1979
- アラ・フローダシニとフグボルカ　Sagan af Ara Fróðasyni og Hugborgu konu hans, 1980
- ハートの洞窟　Hjartað býr enn í helli sínum, 1982
- 熱帯地域物語　Leitin að landinu fagra, 1985
- カエル男　Froskmaðurinn, 1985
- 白鳥の少女　Svanurinn, 1991
- 愛の激痛　Sú kvalda ást sem hugarfylgsnin geyma, 1993
- オールウェイズ　Ævinlega, 1994
- 無能な女校長　Lömuðu kennslukonurnar, 2004